# Parafia Świętych Apostołów Piotra i Pawła w Łubnianach
Parafia Świętych Apostołów Piotra i Pawła w Łubnianach – rzymskokatolicka parafia należąca do  dekanatu Siołkowice diecezji opolskiej. 

## Historia
Parafia została założona 22 lutego 1889 roku. Obecny kościół parafialny został wybudowany w stylu neogotyckim w 1872 roku.
Proboszczem parafii od 2024 roku jest ks. Rafał Jan Bałamucki.

## Zasięg parafii
Do parafii należą wierni z miejscowości: Łubniany, Dąbrówka Łubniańska, Masów i Mańczok.

## Proboszczowie
- ks. Maximilian Lange (1859–1886)
- ks. Karl Bergmann (1887–1904)
- ks. Franz Pogrzeba (1905–1922)
- ks. Franz Dzierzon (1922–1925)
- ks. Karl Cedzich (1925)
- ks. Paul Schmidt (1925–1932)
- ks. Paul Bittner (1933–1935)
- ks. Franciszek Choroba (1935–1957)
- ks. Jerzy Mainka (1957–1977)
- ks. Karol Łysy (1977–2003)
- ks. Jerzy Wybraniec (2003–2014)
- ks. Marek Terlecki (2014–2024)
- ks. Rafał Jan Bałamucki (od 2024)[1]